# St Georges Association Football Club
Maillots
Le St Georges Association Football Club est un club de football de l'île de Man fondé en 1919 à Douglas. Il a remporté 12 fois le titre de champion de l'île de Man dont la dernière fois à l'issue de la saison 2010-2011.

## Historique
Le St Georges Association Football Club est fondé en 1919 mais les succès de l'équipe en Championnat de l'île de Man de football sont plus récents : le premier titre est acquis à l'issue de la saison 1956-1957. C'est principalement dans les années 2000 et 2010 que de nombreux titres sont ajoutés à son palmarès.

## Palmarès et résultats sportifs

### Titres et trophées
- Manx Premier League (12)
  - 1957, 1961, 1962, 1992, 1994, 1995, 2004,2005, 2007, 2008, 2011, 2012, 2013
- Coupe de l'île de Man (8)
  - 1929, 1947, 1955, 1957, 2005, 2008, 2010, 2012
- Hospital Cup (4)
  - 1992, 1994, 2008, 2009, 2012
- Railway Cup (4)
  - 1989-1990, 1990-1991, 2004-2005, 2011-2012[3]
- Charity Shield (3)
  - 2005, 2007, 2012